# 蝦野上江站
蝦野上江站（日语：／ Ebino-Uwae eki */?）位於宮崎縣蝦野市，是九州旅客鐵道（JR九州）
吉都線上的車站。

## 車站構造
本站為岸式月台1面1線的地上站，沒有站房。有候車室，附近設有腳踏車停車場。

## 車站周邊
- 蝦野市立上江小學
- 上江保育園
- 蝦野上江簡易郵局

## 历史
- 1957年（昭和32年）7月5日 - 設立，當時稱為上江站。
- 1987年（昭和62年）4月1日 - 國鐵分割民營化後成為九州旅客鐵道（JR九州）轄下的車站。
- 1990年（平成2年）11月1日 - 改稱為蝦野上江站

## 相鄰車站
九州旅客鐵道
吉都線
蝦野－蝦野上江－蝦野飯野

## 相關項目
- 日本鐵路車站列表

## 外部連結
- JR九州－蝦野上江車站 （页面存档备份，存于）（日語）